# Liste des résolutions du Conseil de sécurité des Nations unies adoptées en 1963
Les résolutions du Conseil de sécurité des Nations unies sont les décisions qui sont votées par le Conseil de sécurité des Nations unies.
Une telle résolution est acceptée si au moins neuf des quinze membres (depuis le 17 décembre 1963, 11 membres avant cette date) votent en sa faveur et si aucun des membres permanents qui sont la Chine, les États-Unis, la France, le Royaume-Uni et l'Union soviétique (la Russie depuis 1991) n'émet de vote contre (qui est désigné couramment comme un veto).

## Résolutions 178 à 185
- Résolution 178 : plainte du Sénégal relatives à des incursions de l'armée portugaise sur son territoire (adoptée le 24 avril 1963  lors de la 1033e séance).
- Résolution 179 : rapports du Secrétaire général sur les faits nouveaux relatifs au Yémen (adoptée le 11 juin 1963 lors de la 1039e séance).
- Résolution 180 : question relative aux territoires administrés par le Portugal (adoptée le 31 juillet 1963).
- Résolution 181 : question relative à la politique d'Apartheid du Gouvernement de la République sud-africaine (adoptée le 7 août 1963).
- Résolution 182 : question relative à la politique d'Apartheid du Gouvernement de la République sud-africaine (adoptée le 4 décembre 1963).
- Résolution 183 : question relative aux territoires administrés par le Portugal (adoptée le 11 décembre 1963).
- Résolution 184 : admission de nouveaux membres : Zanzibar (adoptée le 16 décembre 1963 lors de la 1084e séance).
- Résolution 185 : admission de nouveaux membres : Kenya (adoptée le 16 décembre 1963 lors de la 1084e séance).